# 麗莎·德勒沙爾
麗莎·德勒沙爾（法語：Lise de la Salle，1988年8月5日—），法國鋼琴家，12歲時已經獲得國際音樂項目，16歲時所灌錄的專輯已經被知名音樂雜誌《留聲機》評為當月最佳，其後加入法國唱片公司Naïve。與多個國際級管弦樂團合作多年，並曾於羅浮宮內表演。

## 外部連結
- 官方网站
- 麗莎·德勒沙爾的Discogs页面（英文）
- 麗莎·德勒沙爾（德国国家图书馆目录相关文献）